# فوزية عارف
فوزية عارف (31 ديسمبر 1945 -)، ممثلة عراقية.

## مشوارها المهني
تخرجت من معهد الفنون الجميلة عام 1967 تتلمذت على يد المخرج إبراهيم جلال وأثناء ذلك عملت في العديد من الأنشطة المسرحية، وبعد تخرجها عملت في المسرح والتلفزيون والسينما، حصلت على العديد من الجوائز والتكريمات، إنتقلت بعد عام 2003 للإقامة في قطر  لسنوات طويلة بحكم عمل ابنتها عادت بعدها إلى العراق وهي زوجة الفنان سامي عبد الحميد ووالدة الإعلامية أسيل سامي

## أعمالها

### في التلفزيون
| سنة الإنتاج | اسم المسلسل          | الشخصية       |
| ----------- | -------------------- | ------------- |
| 2024        | عالم الست وهيبة ج ٢  | الست وهيبة    |
| 2008        | فوبيا بغداد          |               |
| 1998        | عالم الست وهيبة      | الست وهيبة    |
| 1997        | حدث في الهاوية       | أم نور        |
| 1996        | خطوط ساخنة           |               |
| 1995        | أبو حيان التوحيدي    |               |
| 1995        | أمنيات النساء        |               |
| 1990        | ذئاب الليل ج1        |               |
| 1989        | الأماني الضالة       | (منیره)       |
| 1983        | النسر وعيون المدينة  | (نظيرة خاتون) |
| 1981        | قصص خليجية           |               |
| 1980        | الذئب و عيون المدينة | (نظيرة خاتون) |
| 1980        | حياتنا               |               |
| 1977        | المكحلة- تمثيلية     |               |

### في السينما
| سنة الإنتاج | الفيلم          | الشخصية        |
| ----------- | --------------- | -------------- |
| 1989        | بديعة           |                |
| 1989        | وجهان في الصورة |                |
| 1983        | الأماني الضالة  |                |
| 1981        | القادسية        | (زوجة القعقاع) |
| 1980        | الأيام الطويلة  |                |
| 1979        | الأسوار         |                |
| 1972        | الظامئون        |                |

### في المسرح
| سنة الإنتاج | المسرحية                    | الشخصية |
| ----------- | --------------------------- | ------- |
| 1988        | الدكتور                     |         |
| 1984        | نديمكم هذا المساء           |         |
| 1977        | أضواء على حياة يومية        |         |
| 1975        | الحلم                       |         |
| 1974        | بغداد الازل بين الجد والهزل |         |
| 1970        | الخرابة                     |         |
| 1966        | الحيوانات الزجاجية          |         |
| 1966        | النسر له رأسان              |         |

## وصلات خارجية
- فوزية عارف على موقع قاعدة بيانات الأفلام العربية